# 슈퍼차저

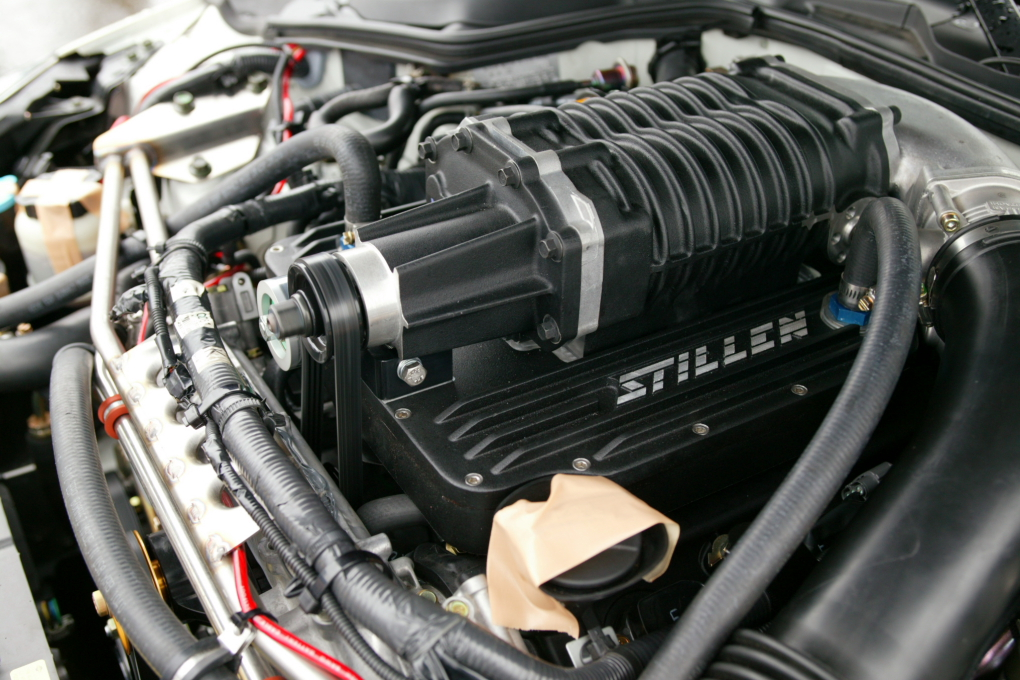
이튼 사제 슈퍼차저

슈퍼차저(supercharger)는 과급기 방식 중의 하나다. 원래는 배기 터빈식(터보차저)을 포함한 과급기 전반을 가리키는 용어였지만, 지금은 오로지 크랭크 샤프트의 동력에 의해서 구동되는 과급기를 가리킨다. 또한 차량의 성능이 향상되며 차의 성능을 고출력으로 높일 수 있다.

## 역사
최초의 수퍼차저는 1878년에 만들어졌으며, 1910년대에 항공엔진으로 사용을 시작했고 1920년대에 자동차 엔진으로 사용하기 시작했다. 항공기에 사용된 피스톤 엔진의 경우, 수퍼차저를 종종 고고도의 옅은 공기밀도에서 이를 보충하는데 사용했다. 수퍼차저는 21세기에 들어서면서 개발사 및 제작사들이 연료 소모를 줄이면서도 출력 성능을 늘리기 위해 터보차저를 사용하게 됨에 따라, 비교적 덜 사용되고 있다.

## 터보차저와의 비교
슈퍼차저는 엔진의 출력축으로부터 벨트 등을 통해 동력을 공급받아 압축기(컴프레셔)를 구동하여 공기를 압축, 엔진에 공급한다. 엔진으로부터의 배기를 이용하는 배기 터빈식의 과급기(터보차저)와 비교하면 스로틀(액셀)에 대한 반응이 뛰어나고 저회전 상태에서 과급 효과가 높다는 장점이 있다. 오토매틱 트랜스미션 차량에 알맞은 과급 시스템이라는 평가도 있다.
다만, 항상 압축기를 구동하고 있기 때문에 엔진의 효율이 떨어지며(단, 펌핑 로스는 줄어들기 때문에 슈퍼차저를 구동하기 위한 동력 모두가 손실되는 것은 아니다. 동력 단속(斷續) 기구가 없는 방식의 슈퍼차저는 아이들링 상태에서도 항상 과급압이 걸려 있으므로 연비가 매우 나빠진다), 고회전에서의 출력이 터보차저에 비해 뒤떨어지는 등의 단점이 있다. 부품 수나 기계 가공이 많이 필요하여 비용이 높아지며, 중량·부피도 크다.

## 방식

### 원심식
웨이브 로터라고도 불리며, 원심식 압축기를 이용하는 방식이다. 주로 항공기용 왕복기관에 사용된 방식으로, 자동차용으로도 사용되는 경우가 있다.
항공기는 공기 농도가 옅은 고공을 비행하기 때문에 과급기가 반드시 필요하다. 고도에 따라 과급기의 회전 속도를 바꿀 수 있는 것도 있는데, 이것은 2속으로 불린다. 또 고고도에서의 성능을 높이기 위해 복수의 과급기를 가지는 것도 있어, 첫 번째 과급기로 압축된 공기를 한층 더 두 번째 단에서 압축하는 방식을 2단 과급이라고 부른다. 첫 번째와 두 번째 과급기 사이에 압축되어 고온 고압이 된 공기를 중간 냉각기(인터쿨러)로 냉각하는 엔진(예:영국 롤스로이스-멀린)이나, 슈퍼차저와 터보차저를 조합한 엔진도 존재했다.(세계 제2차 대전 중의 군용기용 왕복기관은 기본적으로 원심식 과급기에 터보차저가 더해진 형태이다.)

### 루츠 식

이엽 루츠식 로터
색이 짙을수록 압력도 강하다

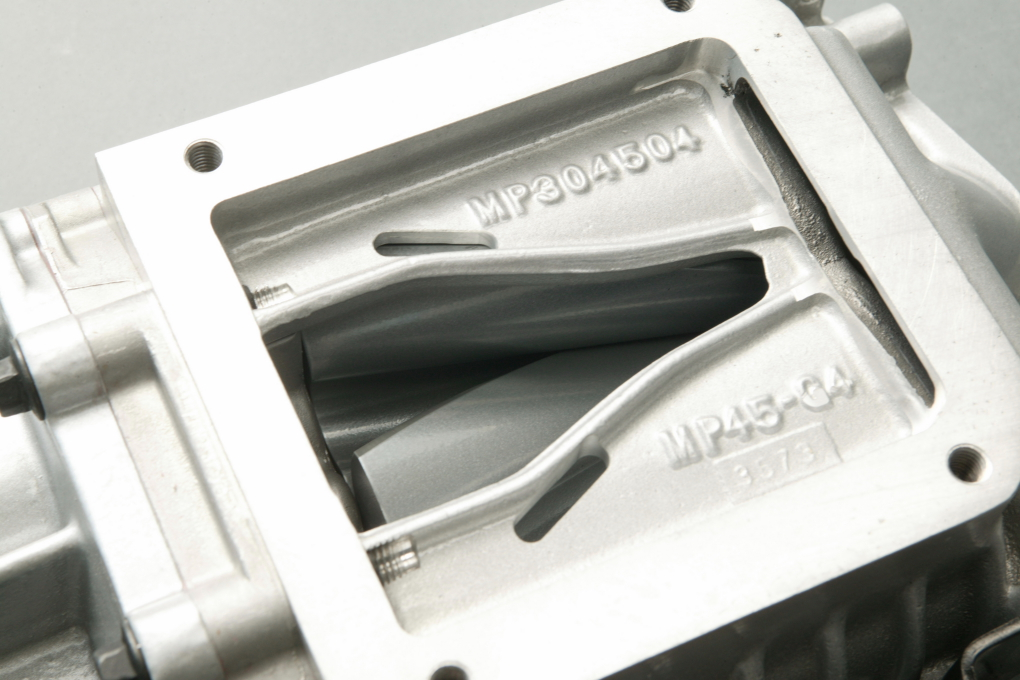
삼엽 루츠식의 토출부

원래는 산업용 송풍기로서 개발된 방식으로, '루츠 블로어'라고도 불린다. 1860년 루츠 형제가 용광로의 송풍기로서 특허를 취득했다. 이후 1900년에 다임러가 특허를 받은 엔진의 과급기로 사용했다.
두 개의 로터가 맞물려, 흡기를 토출하는 방식으로 과급한다. 방식은 단면이 누에고치형인 이엽식(二葉式)이며, 가공이 간단하기 때문에 이것이 다용되었다. 현재는 주로 비틀어진 삼엽식(三葉式)이 이용된다. 이엽식과 삼엽식에서는 각각 흡기, 토출 부위가 다르다. 이튼 사(社)에서는 사엽식도 개발하고 있다. 내부 압축이 없고 고압 과급에 적합하지 않지만, 이전에는 2단 과급도 레이스용 엔진에는 사용되었다.
이 방식이 기계식 슈퍼차저에 잘 사용되는 이유는 과급기에서의 로스를 줄이기 쉽기 때문이다. 팬을 이용한 방식과는 달리 공기의 흡입측과 토출측이 항상 완전히 나누어지는 구조로 되어 있기 때문에, 정지상태에서도 토출측의 고압 공기가 흡입 측으로 새지 않는다. 이 구조는 회전수와 토출 용적이 모든 회전역에서 거의 비례하여, 엔진의 필요 흡기 용량과 일치시키는 것이 쉽고 낭비가 생기지 않는다. 여기에서 배기류는 어느 쪽이든 버리는 에너지이기 때문에, 그냥 돌려도 문제가 되지 않는 터보차저와는 발상이 다르다. 반대로 터보차저는 배기가스가 충분히 나올 때까지 과급기가 동작하지 않기 때문에, 터빈 임펠러와 압력 임펠러로 불리는 팬을 돌리는 구조로 하여 정지하고 있는 상태에서도 공기가 자유롭게 흐르도록 되어 있다. 방식마다 최적회된 구조를 선택한 결과라 할 수 있다.

#### 트윈차저
루츠식 슈퍼차저와 터보차저를 혼합한 방식이다. 저회전에서는 슈퍼차저가, 고회전에서는 터보차저가 과급한다. 채용 사례는 적지만, 란시아 델타 S4와 닛산 마치 R에서는, 랠리에서의 응답성을 중시하여 개발되어 폭스바겐 골프 GT TSI 및 폭스바겐 제타 TSI 컴포트 라인에서는, 연비과 고성능의 양립을 목표로 채용되었다.

### Lysholm 식

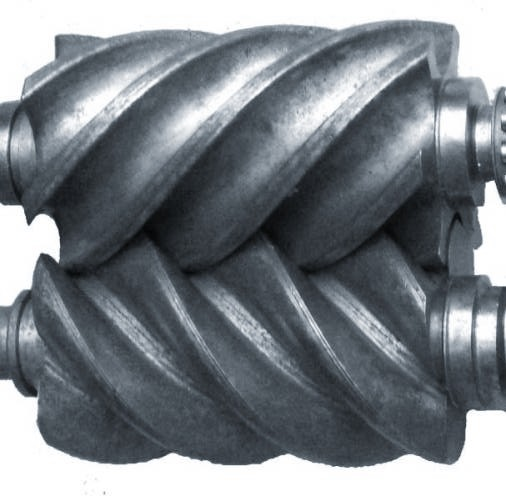
Lysholm 스크류 로터

루츠식과 같이 두 개의 로터를 가지지만, 루츠식과는 달리 내부 압축이 있어 고압 과급에서도 효율이 떨어지지 않는다. 산업용으로도 널리 이용되는 방식이다.

### 스크롤 식

스크롤식
가장자리에서 중심으로 압축

구조적으로는 가정용 에어콘의 실외기에 사용되고 있는 것과 거의 같다. 독일의 자동차 메이커 폭스바겐이 폴로 G40, 코라도 G60, 파사트 G60에 장비하고 있었다.

## 같이 보기
- 인터쿨러